# La Cressonnière
Pour les articles homonymes, voir Saint-Martin-de-Bienfaite-la-Cressonnière.
La Cressonnière est un lieu-dit de l'île de La Réunion, département d'outre-mer français dans le sud-ouest de l'océan Indien. Il constitue un quartier de la commune de Saint-André au sud de son centre-ville.